# Phú Yên
Phú Yên ist eine Provinz von Vietnam. An die Provinz grenzt im Osten an das Südchinesische Meer.

## Bezirke

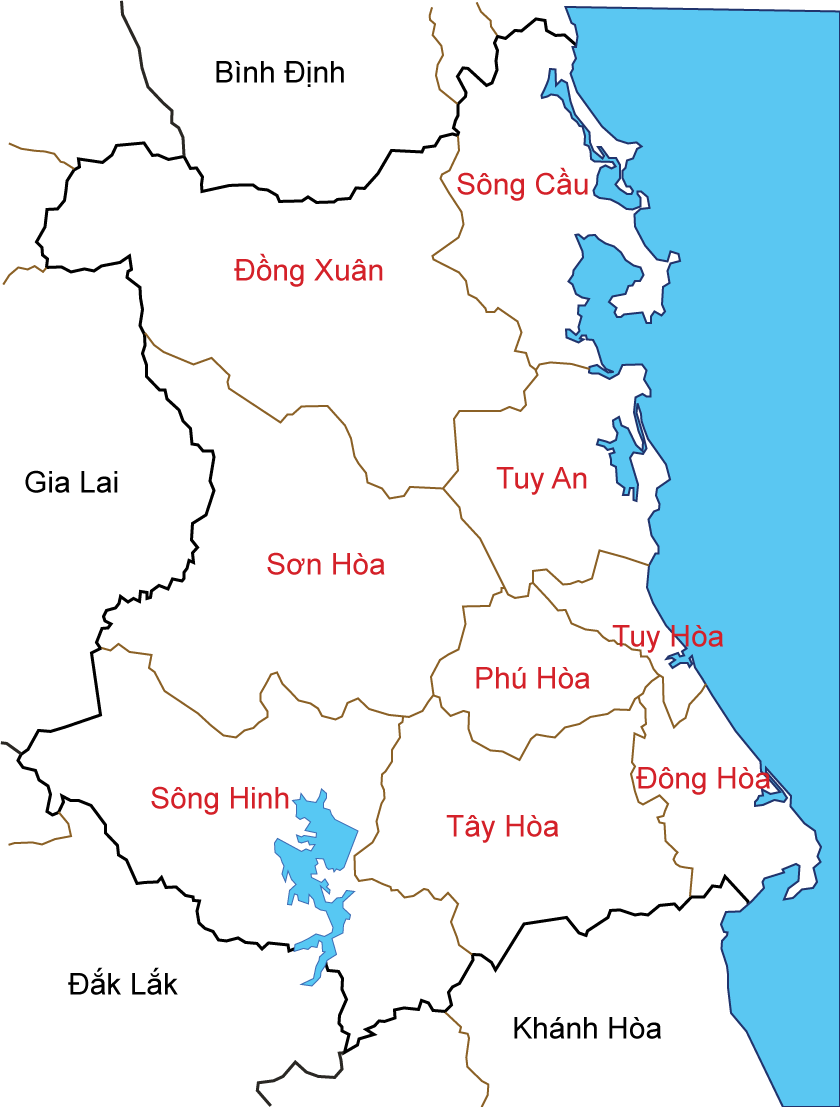
Karte von Phú Yên

| Verwaltungseinheiten der Provinz Phú Yên | Verwaltungseinheiten der Provinz Phú Yên | Verwaltungseinheiten der Provinz Phú Yên |
| --- | ---------------------------------------- | ---------------------------------------- |
| \| Name \| Einwohner 2017 \| Unterteilung \| \| --------------------------------------------------------- \| -------------- \| ----------------- \| \| Provinzunmittelbare Städte (thành phố trực thuộc tỉnh): 1 \| \| \| \| Tuy Hòa \| 202.030 \| 12 phường, 4 xã \| \| Marktgemeinden (thị xã): 1 \| \| \| \| Sông Cầu \| 101.564 \| 4 phường, 10 xã \| \| Landkreise (huyện): 7 \| \| \| \| Đông Hòa \| 118.173 \| 2 thị trấn, 8 xã \| \| Đồng Xuân \| 60.009 \| 1 thị trấn, 10 xã \| \| Phú Hòa \| 106.625 \| 1 thị trấn, 8 xã \| \| Sơn Hòa \| 55.964 \| 1 thị trấn, 13 xã \| \| Sông Hinh \| 47.763 \| 1 thị trấn, 10 xã \| \| Tây Hòa \| 119.247 \| 1 thị trấn, 11 xã \| \| Tuy An \| 125.374 \| 1 thị trấn, 15 xã \| |                                          |                                          |
| Name | Einwohner 2017                           | Unterteilung                             |
| Provinzunmittelbare Städte (thành phố trực thuộc tỉnh): 1 |                                          |                                          |
| Tuy Hòa | 202.030                                  | 12 phường, 4 xã                          |
| Marktgemeinden (thị xã): 1 |                                          |                                          |
| Sông Cầu | 101.564                                  | 4 phường, 10 xã                          |
| Landkreise (huyện): 7 |                                          |                                          |
| Đông Hòa | 118.173                                  | 2 thị trấn, 8 xã                         |
| Đồng Xuân | 60.009                                   | 1 thị trấn, 10 xã                        |
| Phú Hòa | 106.625                                  | 1 thị trấn, 8 xã                         |
| Sơn Hòa | 55.964                                   | 1 thị trấn, 13 xã                        |
| Sông Hinh | 47.763                                   | 1 thị trấn, 10 xã                        |
| Tây Hòa | 119.247                                  | 1 thị trấn, 11 xã                        |
| Tuy An | 125.374                                  | 1 thị trấn, 15 xã                        |